# Гэллоуэй, Джозеф (журналист)
Джозеф Ли Гэллоуэй (13 ноября 1941 — 18 августа 2021; также известен как Джо Гэллоуэй) — корреспондент американской газеты и обозреватель. Во время войны во Вьетнаме он часто работал вместе с американскими войсками, к которым он был прикомандирован. В 1998 году был награждён медалью «Бронзовая звезда» за то, что в 1965 году эвакуировал тяжело раненого человека в безопасное место, когда тот находился под очень сильным огнём противника. С 2013 года до своей смерти он работал специальным консультантом в проекте празднования 50-летия войны во Вьетнаме, проводимом канцелярией министра обороны, а также работал консультантом в производстве документального исторического телесериала Кена Бёрнса о войне во Вьетнаме, вышедшего осенью 2017 года на телеканале PBS. Он также был консультантом по военным вопросам сети газет Knight-Ridder и обозревателем McClatchy Newspapers.

## Биография

### Ранние годы
Гэллоуэй родился в Брайане, штат Техас, 13 ноября 1941 года. Его отец, Джозеф, воевал в армии США во время Второй мировой войны, его матерью была Мэриан Дьювалл. Его семья переехала в Рефухио, штат Техас, после того, как его отец устроился на работу в Humble Oil после его возвращения с военной службы. Гэллоуэй сначала поступил в общественный колледж в 1959 году, но бросил учебу через шесть недель, чтобы присоединиться к армии. Его мать убедила его заняться журналистикой, и впоследствии он специализировался по этому предмету в Колледже Виктории.

## Карьера

### Газеты
Гэллоуэй начал свою карьеру в The Victoria Advocate в Виктории, штат Техас, а затем работал в United Press International (UPI) в бюро Канзас-Сити и Топики. Позже он работал за границей начальником бюро или региональным менеджером в Токио, Вьетнаме, Джакарте, Нью-Дели, Сингапуре, Москве и Лос-Анджелесе. Он работал репортёром газеты UPI в начале войны во Вьетнаме в 1965 году. Тридцать три года спустя он был награждён Бронзовой звездой за помощь в спасении тяжелораненого солдата находящегося под огнём противника 15 ноября 1965 года во время Битвы в долине Йа Дранг в зоне высадки X-Ray.
Гэллоуэй ушёл с должности еженедельного обозревателя McClatchy Newspapers в январе 2010 года, написав: «Мне нравилось быть репортером; понравилось, когда мы поняли это правильно; поняли это, когда мы ошиблись… В конце концов, все сводится к людям, как к тем, кого вы освещаете, так и к тем, на кого вы работаете, с или вместе в течение 50 лет».

## Отражение в культуре
В фильме «Мы были солдатами» 2002 года, основанном на его книге 1992 года, Гэллоуэя играет актер Барри Пеппер.
Актёр Эдвард Бёрнс изобразил его в мини-сериале «Вьетнам в HD», а Томми Ли Джонс сыграл его в фильме 2017 года «Шок и трепет».

### Рассказчик
Гэллоуэй озвучил документальный фильм «Флаг между двумя семьями» (A Flag Between Two Families), основанный на событиях 9 мая 1968 года во Вьетнаме членами роты «Чарли» 1-го батальона 5-го кавалерийского полка.

## Семья
Гэллоуэй женился в первый раз в сентябре 1966 года на Терезе Магдалине Нулл, и они оставались в браке до её смерти 26 января 1996 года от рака. У них было двое сыновей, Джошуа и Ли. В 1998 году Гэллоуэй женился на Карен Мецкер, дочери капитана Томаса Мецкера, который был офицером разведки Хэла Мура и был убит в бою в 1965 году в битве при Йа Дранг во время войны во Вьетнаме. После того, как они развелись в 2003 году, он женился на докторе Грейси Лием Лим Суан-Цзы, с которой дружил более 45 лет, 13 мая 2012 года в Лас-Вегасе. На церемонии присутствовали бывший сенатор США Макс Клиланд и ветераны 7-го кавалерийского полка Джон Генри Ирсфельд и Деннис Дил. Гэллоуэи проживали в Конкорде, Северная Каролина.
Гэллоуэй скончался утром 18 августа 2021 года в больнице Конкорда, Северная Каролина. Ему было 79 лет, и перед смертью он перенёс сердечный приступ.

## Награды
- Президентская гражданская медаль[англ.] (2 января 2025, посмертно)[14]